# Communistische Partij van Wit-Rusland (1996)
De Communistische Partij van Wit-Rusland (Wit-Russisch: Камуністы́чная па́ртыя Белару́сі, Kamoenistytsjnaja Partyja Bjelaroesi; Russisch: Коммунистическая партия Белоруссии, Kommoenistitsjeskaja Partija Beloroessii) is een communistische partij in Wit-Rusland. De partij steunt president Aleksandr Loekasjenko. De partij is opgericht in 1996. De leider van de partij is Tatsyana Holubeva. De partij is de grootste politieke partij in zowel de Raad van de Republiek, het Huis van Afgevaardigden als in de gemeenteraden.